# Sherborn (Massachusetts)
Sherborn é uma vila localizada no condado de Middlesex no estado estadounidense de Massachusetts. No Censo de 2010 tinha uma população de 4.119 habitantes e uma densidade populacional de 98,24 pessoas por km².

## Geografia
Sherborn encontra-se localizado nas coordenadas 42° 14′ 01″ N, 71° 22′ 29″ O. Segundo o Departamento do Censo dos Estados Unidos, Sherborn tem uma superfície total de 41.93 km², da qual 40.97 km² correspondem a terra firme e (2.29%) 0.96 km² é água.

## Demografia
Segundo o censo de 2010, tinha 4.119 pessoas residindo em Sherborn. A densidade populacional era de 98,24 hab./km². Dos 4.119 habitantes, Sherborn estava composto pelo 94.37% brancos, o 0.39% eram afroamericanos, o 0.02% eram amerindios, o 3.33% eram asiáticos, o 0% eram insulares do Pacífico, o 0.46% eram de outras raças e o 1.43% pertenciam a duas ou mais raças. Do total da população o 1.38% eram hispanos ou latinos de qualquer raça.